# جيمي أسبريلا
جيمي أسبريلا (بالإسبانية: Jimmy Asprilla)‏ هو لاعب كرة قدم كولومبي في مركز الدفاع، ولد في 1 يونيو 1980 في Zarzal ‏ في كولومبيا. لعب مع أتليتيكو بوكارامانغا وأتليتيكو هويلا وأمريكا دي كالي وأونس كالداس وديبورتيفو باستو وديبورتيفو كالي وسبورت بويز ونادي ميلوناريوس.

## وصلات خارجية
- جيمي أسبريلا على موقع قاعدة بيانات كرة القدم.إي يو (الإنجليزية)
- جيمي أسبريلا على موقع Soccerway.com (الإنجليزية)
- جيمي أسبريلا على موقع عالم كرة القدم.نت (الإنجليزية)